# Zdeněk Smetana
Zdeněk Smetana (ur. 26 lipca 1925 w Pradze, zm. 25 lutego 2016 tamże) – czeski reżyser, animator, scenarzysta i producent.

## Życiorys
Pracował w studiu Bratři v triku a następnie jako reżyser w wytwórni Krátky Film Praha. Stworzył popularne seriale animowane dla dzieci, prezentowane m.in. jako wieczorynki. Należały do nich m.in. Bajki z mchu i paproci (znane także jako „Żwirek i Muchomorek”), Wodnik Szuwarek, Psi żywot, które emitowano w Czechosłowacji, a później w Czechach. Otrzymał ponad 50 nagród na czeskich i zagranicznych przeglądach i festiwalach filmowych (m.in. nagrodę BAFTA i berlińskiego Złotego Niedźwiedzia). Zilustrował również kilka książek dla dzieci.